# Nikolaj Judenitj

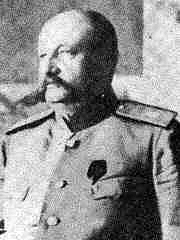
Nikolaj Judenitj

Nikolaj Nikolajevitj Judenitj (ryska: Николай Николаевич Юденич), född 8 juli 1862 i Moskva, död 5 oktober 1933 i Saint-Laurent-du-Var, nära Nice på franska Rivieran. Judenitj var en rysk militär och blev officer vid infanteriet 1881, överste 1896, generalmajor och brigadchef 1905 och slutligen generallöjtnant 1912.

## Biografi
Judenitj deltog med utmärkelse i det rysk-japanska kriget 1904-1905 och tjänstgjorde 1907-1914 i Kaukasien. Vid första världskrigets utbrott blev han chef för andra turkestanska armékåren och 1915 stabschef hos storfurst Nikolaj Nikolajevitj i Kaukasien.
Vid oktoberrevolutionens utbrott slöt han sig till de vita och blev i augusti 1919 krigsminister i Nordvästrysslands regering i Tallinn. Till en början ville han använda Finland som bas för sin offensiv, men trots Mannerheims stöd skrinlades den planen på grund av motstånd från väst och politiska kretsar i Finland. I september 1919 började Judenitj en offensiv mot Petrograd men misslyckades och måste i januari 1920 upplösa armén i Estland, varefter han bosatte sig i Paris.